# Johann Salomon Wahl
Johann Salomon Wahl eller Johann Salomon du Wahl (1689 i Chemnitz – 5. december 1765 i København) var en tysk portrætmaler virksom i Danmark.

## Biografi
Wahl var elev 1705-11 af den sachsiske hofmaler David Høyer i Leipzig og blev efter at have skabt sig et navn som portrætmaler i Tyskland 1719 indkaldt til Danmark. Her blev han hofmaler 1730 og syv år senere tillige, efter den yngste Grodtschillings død, kunstkammerforvalter. 1744 optog akademiet i Florents ham som æresmedlem. Wahl var den mest benyttede portrætmaler i Danmark i slutningen af Frederik IV's og under hele Christian VI's regeringstid.
Han er den betydeligste repræsentant her i landet for den retning i portrætmaleriet, der oprindelig var udgået fra Ludvig XIV's hofmalere, og som fra det franske hof bredte sig ud over det øvrige Europa. Det gjaldt mindre om at gengive den enkelte personligheds individuelle ejendommeligheder end at påtrykke enhver visse bestemte, konventionelle manerer i holdning, bevægelse og udtryk, alt efter vedkommendes køn og stilling i samfundet. Wahls portrætter af kongefamilien og af de øverste i rangen er ganske sikkert de stiveste og pompøseste portrætter, der findes her i landet, men også når han vendte blikket mod sine jævninge eller ned ad mod de lavere samfundslag, er hans portrætfigurer omgivne af en skal af konveniens (hans selvportræt, Henrik Krocks, hofnarren Otto Kyhls, Christian Jacobsen Drakenbergs portrætter); selv Frederik IV's og Anna Sophie Reventlows spæde drengebarn viser sig i Wahls billede (på Holsteinborg) med fornemme lader. Den yndede portrætmalers billeder var sikkert efter bestillernes ønske, og ud fra den betragtning havde de interesse, fordi de viste, hvorledes datidens mennesker ønskede at opfattes. Imidlertid er der dog et og andet af Wahls portrætter, hvori det individuelle glimtvis gør sig gældende. Det bedste i den henseende er vel portrættet af den djærve Poul Vendelbo Løvenørn.
Han døde 1765 og er begravet i Frederiks tydske Kirke.
Der findes et malet selvportræt fra 1755 (Statens Museum for Kunst).

## Familie
Johann Salomon Wahl blev gift med Marie Sophie Davidsen (1689-1760)i ægteskabet 4 børn:
- Johan Frederik Wahl gift 1747.
- Caroline Sophia Wahl gift 1738 med Carl Frederik Huhn (Søn af vinhandler Huhn på Østergade).
- Johanna Salome Wahl gift med Ernst Henrik Halle (Kaptajn ved Fynske hvervede Regiment i Nyborg).
- Frederikke Sophia Wahl f. ca.1728 død 6.12.1798 og gift 15.5.1747 med Marcus Tuscher i ægteskabet 1 datter.